# Hamr na Jezeře
Hamr na Jezeře település Csehországban, Česká Lípa-i járásban. Hamr na Jezeře Ralsko, Křižany, Osečná, Stráž pod Ralskem és Dubnice településekkel határos. Lakosainak száma 478 fő (2024. január 1.).

## Népesség
A település lakosságának változását az alábbi diagram mutatja:
| Lakosok száma | 833  | 693  | 576  | 403  | 341  | 339  | 415  | 435  | 432  | 478  |
|               | 1869 | 1890 | 1921 | 1950 | 1980 | 2001 | 2017 | 2019 | 2022 | 2024 |